# تين إسفيني
تين إسفيني (الاسم العلمي:Ficus cuneata) هو نوع غير مؤكد من النباتات يتبع جنس التين من الفصيلة التوتية.